# Gustavo Dudamel
Gustavo Adolfo Dudamel Ramírez (* 26. ledna 1981 Barquisimeto, Venezuela) je venezuelský dirigent a houslista. Je považován[kým?] za „symbolickou postavu jedinečného nadšení pro klasickou hudbu ve své zemi“.

## Mládí
Dudamel se narodil ve venezuelském městě Barquisimeto v hudební rodině. Jeho otec je hráčem na trombon a matka učitelkou zpěvu. S hudebním vzděláním začal velmi brzy v rámci státem podporovaného programu Sistema de Orquestas Juveniles de Venezuela (zkráceně El Sistema). Tato akce působí po celé zemi a má za účel podporu hudební výchovy dětí a mládeže bez rozdílu sociální příslušnosti. Ve věku deseti let začal Dudamel studovat hru na housle, později i kompozici.

## Dirigentská dráha
Když Dudamel ve věku 12 let poprvé zástupně řídil mládežnický orchestr svého rodného města, byl jeho dirigentský talent rychle objeven,[zdroj⁠?!] načež začal se soustavným hudebním studiem. Již jako osmnáctiletý, v roce 1999, byl jmenován šéfdirigentem Symfonického orchestru venezuelské mládeže Simóna Bolívara (Orquesta Sinfónica de la Juventud Venezolana Simón Bolívar) v  hlavním městě Caracasu, nazvaného podle latinskoamerického revolucionáře a venezuelského státníka Simóna Bolívara.

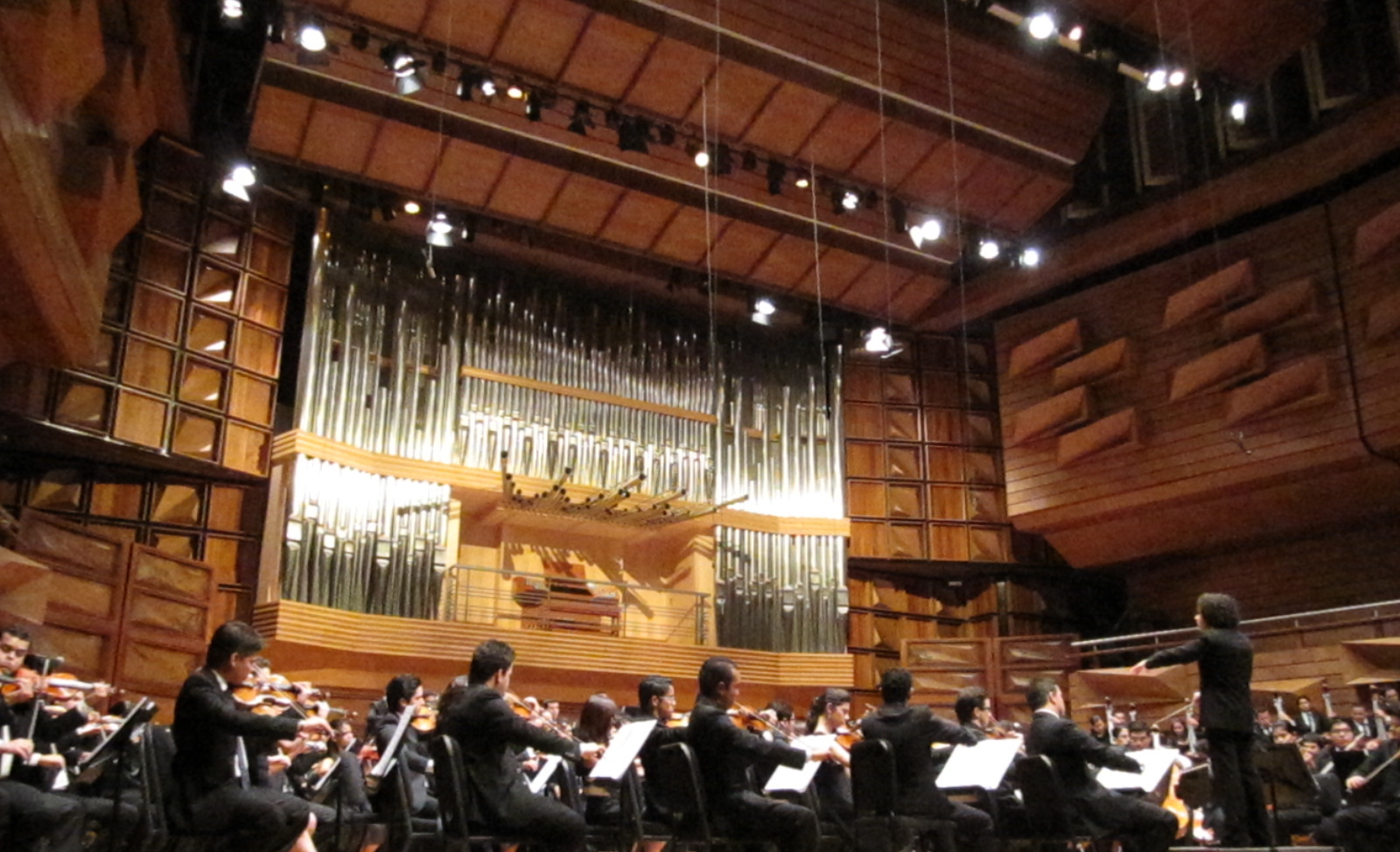
Gustavo Dudamel řídí koncert Symfonického orchestru venezuelské mládeže v Národním centru sociální akce pro hudbu v Caracasu (2010)

Dne 16. dubna 2007 dirigoval slavnostní koncert ve Vatikánu při příležitosti 80. narozenin papeže Benedikta XVI. Vedl přitom německý Rozhlasový symfonický orchestr Stuttgart (Radio-Sinfonieorchester Stuttgart). Na programu byla především Novosvětská symfonie Antonína Dvořáka, dále také díla, která složili Giovanni Gabrieli a Wolfgang Amadeus Mozart.
V letech 2007 až 2012 působil Dudamel jako šéfdirigent švédského orchestru Göteborger Symphoniker. Poté byl jmenován čestným dirigentem tohoto orchestru. V roce 2008 řídil poprvé významný německý symfonický orchestr, Berlínské filharmoniky, při jejich koncertu na Lesní scéně (Waldbühne) v Berlíně.
Od sezóny 2009/2010 převzal místo dirigenta v Los Angeles u jednoho z nejdůležitějších symfonických orchestrů Spojených států, Los Angeles Philharmonic. Za prvních pět let jeho působení v Los Angeles (do roku 2014) provedl orchestr 60 původních děl různých skladatelů, z nichž on sám dirigoval 20 premiér. Zasloužil se také o rozvoj mládežnického orchestru v Los Angeles (Youth Orchestra Los Angeles), který do roku 2014 přijal do svých řad 600 dětí a mladých lidí z kulturně opomíjených čtvrtí města a okolí. Jeho smlouva jako šéfdirigenta Los Angeles Philharmonic byla postupně prodlužována, v současnosti má platnost do konce sezóny 2025/26.

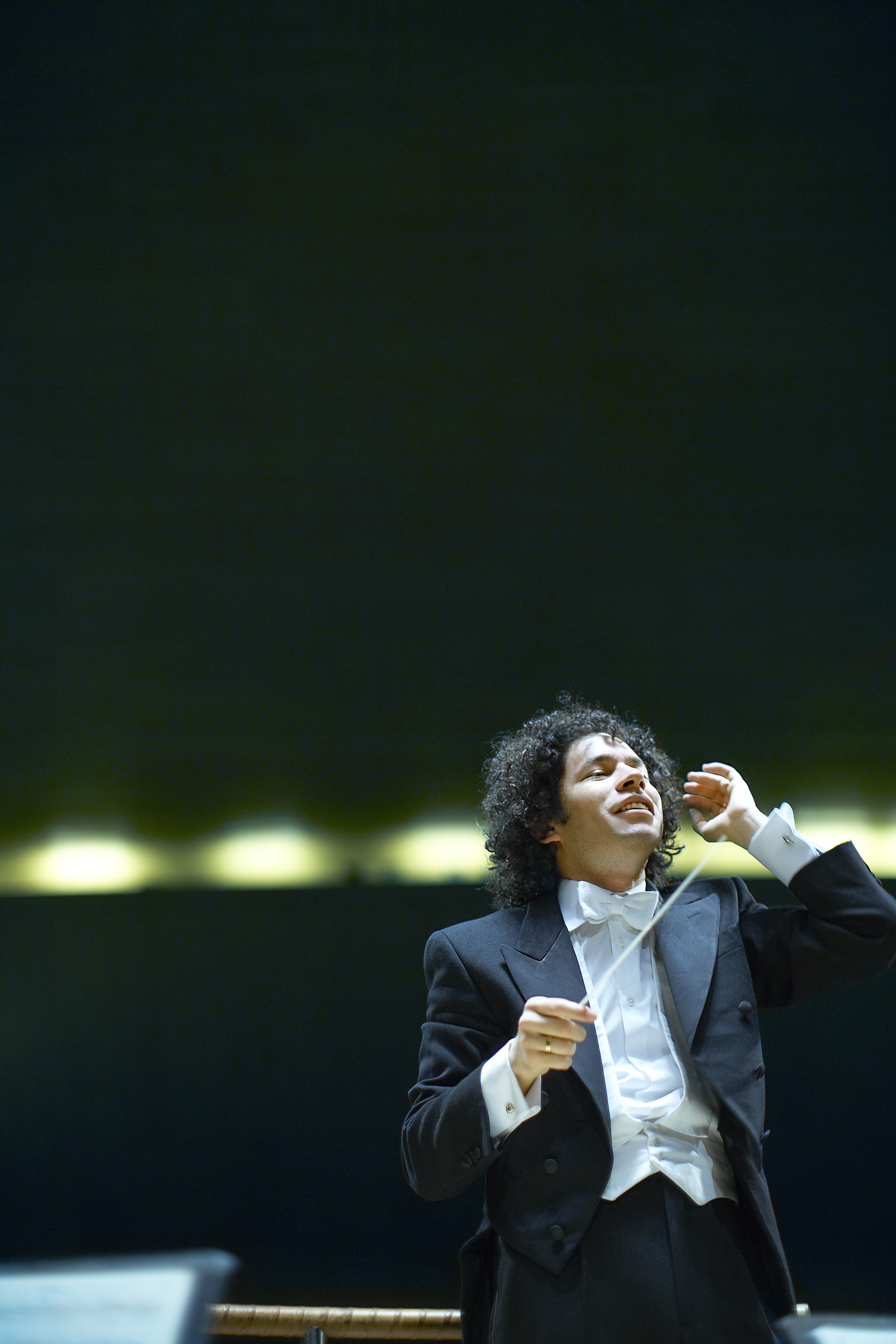
Gustavo Dudamel (2011)

V roce 2012 dirigoval letní koncert Vídeňských filharmoniků v parku Zámku Schönbrunn ve Vídni. V únoru a prosinci 2013 koncertoval znovu s Berlínskými filharmoniky a v roce 2014 zastoupil jejich šéfdirigenta Simona Rattleho v Redefinu. Dne 8. března 2013 řídil Symfonický orchestr venezuelské mládeže při státním pohřbu prezidenta Huga Cháveze.
Dne 1. ledna 2017 se stal vůbec nejmladším dirigentem, který kdy řídil Vídeňské filharmoniky při příležitosti jejich Novoročního koncertu ve Zlatém sále budovy Hudebního spolku (Wiener Musikverein). Koncert byl přenášen do 90 zemí světa (v Česku byl vysílán na ČT2) a sledovalo ho více než 50 milionů lidí.

## Soukromý život

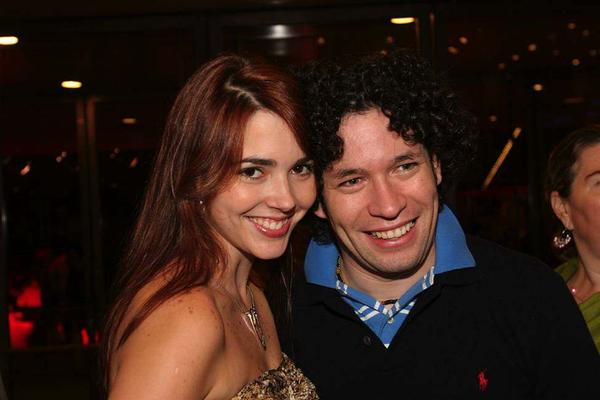
Dudamel a jeho bývalá manželka Eloísa Maturén

V roce 2006 uzavřel Dudamel v Caracasu sňatek s venezuelskou baletkou a novinářkou Eloísou Maturén. Církevní obřad se konal v kapli Katolické univerzity Andrés Bello na caracaském předměstí Montalbán. V roce 2011 se manželům narodil v Los Angeles syn Martín Dudamel Maturén, který má americké státní občanství. V roce 2015 však následoval jejich rozvod. Dudamelovou partnerkou se poté stala španělská filmová herečka María Valverde, která byla společně s jeho rodiči přítomna při novoročním koncertu Vídeňských filharmoniků dne 1. ledna 2017.

## Vyznamenání
- velkokříž Řádu Francisca de Mirandy – Venezuela, 2007 – udělil prezident Hugo Chávez[9][10]